# Clubul Sportiv Universitar Târgu Mureș 2015-2016
Questa voce raccoglie le informazioni riguardanti il Clubul Sportiv Universitar Târgu Mureș nelle competizioni ufficiali della stagione 2015-2016.

## Organigramma societario
Area direttiva
- Presidente: Mihai Poruţiu

Area tecnica
- Allenatore: Atanas Petrov
- Allenatore in seconda: Ciprian Dîrnescu

## Rosa
| N° | Nome                | Ruolo | Data di nascita  | Nazionalità sportiva |
| -- | ------------------- | ----- | ---------------- | -------------------- |
| 3  | Nikoleta Perović    | S/O   | 1º novembre 1994 | Montenegro           |
| 4  | Elizabet Varga      | C     | 21 marzo 1999    | Romania              |
| 5  | Sofija Medić        | C     | 10 gennaio 1991  | Serbia               |
| 7  | Roxana Iancu        | C     | 14 agosto 1993   | Romania              |
| 8  | Laura Molnar        | L     | 8 novembre 1997  | Romania              |
| 9  | Olivera Medić       | S     | 11 dicembre 1990 | Serbia               |
| 10 | Samara Franchin     | S     | 17 marzo 1991    | Brasile              |
| 11 | Alexandra Băbaş     | P     | 17 aprile 1997   | Romania              |
| 13 | Ivana Zburová       | P     | 30 aprile 1982   | Slovacchia           |
| 14 | Andreea Petra       | C     | 1º agosto 1993   | Romania              |
| 15 | Andreea Ispas       | L     | 5 marzo 1990     | Romania              |
| 18 | Loredana Dobriceanu | S     | 24 luglio 1997   | Romania              |
| 19 | Ioana Cauc          | S     | 6 gennaio 1998   | Romania              |
| 20 | Sonia Teianu        | S/O   | 8 ottobre 1996   | Romania              |